# Heinz Bielfeld
Heinz Bielfeld (30 de Agosto de 1916 - † 11 de Julho de 1944) foi um comandante de U-Boot que serviu na Kriegsmarine durante a Segunda Guerra Mundial.